# 哀乐 (中国大陆)
《哀乐》是中国大陆一首于20世纪四五十年代创作的葬礼音乐。

## 来历
一般认为，《哀乐》是总政军乐团首任团长罗浪根据北方一首民间吹打乐曲改编而成的。这首《哀乐》源自流传于华北地区的一支民间唢呐曲，罗浪与另外两人于1945年在晋察冀根据地从一位民间艺人处采得。1945年9月，晋察冀军区拟在张家口东山坡举行纪念抗战胜利大会，同时祭奠抗战死难烈士，罗浪执笔改编唢呐曲，并指挥乐队在祭奠仪式上演奏。1949年9月30日，在人民英雄纪念碑的奠基礼上，《哀乐》首次用于国家典礼仪式上。并于1953年3月5日斯大林逝世时，通过中央人民广播电台首次完整地将《哀乐》向全国播放。
除此之外，另有刘炽等人改编及马可等人集体创作的说法。

## 使用
《哀乐》为现今中国大陆官方和民间葬礼上通用的哀乐，在清明节、中元节等日子祭奠逝者时也有人播放，以表哀思。
中国大陆部分党和国家领导人逝世时，电台及电视台也会在讣告之前、之后播放《哀乐》。且哀乐的时长亦有区别，有的用时1分钟（如邓小平、江泽民去世时），有的用时3分钟。时任中共中央主席毛泽东逝世时，最初播放的《哀乐》为6分钟，后由于姚文元干涉，缩减为3分35秒，由此引发九九事故。另外，中国中央电视台在报道领导人治丧活动时，也会以《哀乐》为背景音乐。

### 版权问题
根据中国大陆音乐著作权使用相关规定，各殡仪馆使用《哀乐》应支付每次一元的版权费，中国大陆也曾出现《哀乐》收费相关传言，但罗浪本人生前曾表示拒收版权费，并称：“《哀乐》是土生土长的民间音乐，谁也不能把名字挂在这样的作品上。我用不着收什么音乐使用费。”